# 廣州公車夜110路
广州公交夜110路是一條已停办的跨市公車路線，由廣州市番廣客運有限公司运营，往來廣州市的广州南站总站和佛山市顺德区的大润发A站。

## 历史
夜110路于2020年9月30日正式开通，填补了广州、佛山两地的夜班公交服务空白，方便佛山市顺德区大良、倫教、北滘、陳村的居民前往廣州南站换乘地铁、高鐵及其他公車。
广州地铁7号线西延段和佛山地铁3号线一期开通后，夜110路的竞争能力显然不如地铁，导致客流大幅下降，最终在2024年11月10日停运。

## 路线
夜110路从广州南站总站出发，行走海華大橋后进入佛陳路，经廣珠公路抵达大良街道的大润发A站，返程路线则大致相同。
往顺德大润发A站方向的中途停靠站点为：陈村医院站、林头西站、北滘中国慧聪家电城站、伦教荔村站；往广州南站方向则中间不停站。